# Calodipoena
Calodipoena is een geslacht van spinnen uit de familie Mysmenidae. De wetenschappelijke naam van het geslacht werd voor het eerst geldig gepubliceerd in 1936 door Gertsch & Davis. De typesoort van het geslacht is Calodipoena incredula Gertsch & Davis, 1936.

## Soorten
De volgende soorten zijn bij het geslacht ingedeeld:
- Calodipoena biangulata Lin & Li, 2008[4]
- Calodipoena caribbaea (Gertsch, 1960)[5]
- Calodipoena colima (Gertsch, 1960)[5]
- Calodipoena conica (Simon, 1895)[6]
- Calodipoena cornigera Lin & Li, 2008[4]
- Calodipoena dumoga Baert, 1988[7]
- Calodipoena incredula Gertsch & Davis, 1936<Gertsch-Davis>
- Calodipoena mooatae Baert, 1988[7]
- Calodipoena stathamae (Gertsch, 1960)[5]
- Calodipoena tamdaoensis Lin & Li,2014[3]
- Calodipoena tarautensis Baert, 1988[7]

### Synoniemen
- Mysmena caribbaea Gertsch, 1960 = Calodipoena caribbaea (Gertsch, 1960)
- Mysmena colima Gertsch, 1960 = Calodipoena colima (Gertsch, 1960)
- Mysmena conica Simon, 1895 = Calodipoena conica (Simon, 1895)
- Mysmena incredula Levi, 1956 = Calodipoena incredula Gertsch & Davis, 1936
- Mysmena stathamae Gertsch, 1960 = Calodipoena stathamae (Gertsch, 1960)
- Calodipoena tasmaniae Brignoli, 1983 = Mysmena tasmaniae Hickman, 1979